# 142 هـ
142 هـ هي سنة في التقويم الهجري امتدت مقابلةً في التقويم الميلادي بين سنتي 759 و760.

## مواليد
- يحيى بن يحيى التميمي
- أسد بن الفرات

## وفيات
- ربيعة بن أبي عبد الرحمن
- عبد الله بن المقفع
- الصميل بن حاتم